# Liste der Universitäten in Arizona
Liste von Universitäten und Colleges im US-Bundesstaat Arizona:

## Staatliche Hochschulen
- Arizona State University
- Northern Arizona University
- University of Arizona
  - Eller College of Management

## Private Hochschulen
- American Indian College
- DeVry University
- Embry-Riddle Aeronautical University
- Grand Canyon University
- Prescott College
- Southwestern College
- University of Advancing Technology
- University of Phoenix
- Western International University
- Western Governors University